# Pico Basilé
De Pico Basilé ([ˈpiko̞ bäsiˈle̞]; vroeger Pico de Santa Isabel; Frans: pico Basilé) is met een hoogte van 3011 meter boven de zeespiegel het hoogste punt van Equatoriaal-Guinea. De actieve vulkaan is benevens de hoogste ook de oudste van de drie elkaar overlappende schildvulkanen die 's lands grootste eiland Bioko vormen en ligt niet ver van de hoofdstad Malabo, die is gebouwd op zijn noordflank. Zijn laatste uitbarsting dateert van 1923; in de negentiende eeuw waren er verschillende.
Met een prominentie die op hetzelfde neerkomt als de totale hoogte boven de zeespiegel is de Pico Basilé een zogenaamde ultraprominente top. Vanop de top van de berg is in het noordoosten de Mount Cameroon nabij de kust van het nabijgelegen Kameroen op het Afrikaanse vasteland zichtbaar.

## Ligging en bereikbaarheid
Het eiland Bioko vormde zich langs de Kameroenlijn, een geologische breuklijn die van de Atlantische Oceaan via Kameroen naar Tsjaad loopt en waarop naast Bioko en de Mount Cameroon ook andere vulkanische eilanden in de Golf van Guinee gelegen zijn: Annobón, dat tot Equatoriaal-Guinea behoort, en de beide hoofdeilanden van de republiek Sao Tomé en Principe. Op Bioko strekt hij zich uit over de beide van de zeven Equatoriaal-Guinese provincies die op het eiland gelegen zijn, Bioko Norte en Bioko Sur.
Een openbare weg loopt tot in de buurt van de top.

## Geschiedenis
De eerste vreemdeling die de Pico Basilé beklom was een Engels commandant in 1827-1828, kort na de aankomst van een expeditie van kapitein William Owen. Als eerste officiële beklimming geldt echter die door de Brit John Beecroft (1790-1854), die later benoemd zou worden tot gouverneur van Fernando Poo (de toenmalige naam van Bioko).